# فرد بور لوندبيرغ
فرد بور لوندبيرغ (بالنرويجية البوكمول: Fred Børre Lundberg)‏ هو متزحلق نوردي مزدوج نرويجي، ولد في 25 ديسمبر 1969 في هامرفست في النرويج.

## وصلات خارجية
- فرد بور لوندبيرغ على موقع الاتحاد الدولي للتزلج (التزلج النوردي المزدوج) (الإنجليزية)
- فرد بور لوندبيرغ على موقع أوليمبيديا (الإنجليزية)
- فرد بور لوندبيرغ على موقع IMDb (الإنجليزية)